# ذا هاوس أوف ذا ديد 2
ذا هاوس أوف ذا ديد 2، هي لعبة فيديو يابانية، من إنتاج وتطوير شركة سيغا اليابانية، صدرت على منصة آركيد سنة 1998، ثم على منصة دريم كاست، وفي عام 2001، تم إصدارها على منصة مايكروسوفت ويندوز، وهي الجزء الثاني من سلسلة ذا هاوس أوف ذا ديد.